# Piano aerospaziale nazionale
Il Piano AeroSpaziale Nazionale (o PASN), in precedenza Piano Spaziale Nazionale (PSN), era un documento istituzionale redatto dall'Agenzia Spaziale Italiana e approvato con decreto ministeriale del Ministero dell'istruzione, dell'università e della ricerca (MIUR) che descriveva la strategia spaziale nazionale italiana.
A partire dal 25 febbraio 2018, la definizione e l'approvazione del documento strategico di politica spaziale nazionale che definisce la strategia politica e le linee di intervento finanziario per lo sviluppo di tecnologie industriali innovative e di servizi applicativi spaziali sono passate al Comitato interministeriale per le politiche relative allo spazio e alla ricerca aerospaziale appositamente costituito presso la Presidenza del Consiglio dei ministri.

## Storia
A seguito del consolidamento delle esperienze in campo spaziale ottenute con il Progetto San Marco e la collaborazione ai nascenti programmi spaziali europei degli anni '60 (ELDO e ESRO), l'Italia decise di dotarsi di un piano di sviluppo e promozione della propria industria spaziale in modo da poter assicurare i necessari flussi finanziari.  Con una delibera del 25 ottobre 1979 del CIPE, furono poste le basi per l'istituzione di un "Piano Spaziale Nazionale" (PSN) la cui gestione fu assegnata in via transitoria al CNR, nell'attesa di costituire una apposita "agenzia". Nel 1988, la gestione del piano fu trasferita dal CNR alla neonata  Agenzia Spaziale Italiana.
Il Piano, sviluppato su base prima quinquennale poi triennale, era rivisto annualmente. In esso erano descritte le linee guida proposte dal consiglio di amministrazione e dal consiglio tecnico scientifico dell'Agenzia. Il PASN inoltre conteneva tutte le proposte formulate dalla filiera nazionale del settore aerospaziale che rispondevano alle iniziative di ricerca e sviluppo suggerite dall'Agenzia stessa. I successivi aggiornamenti di programmi e progetti furono indicati nei piani triennali di attività dell'ASI.